# Рубец, Александр Иванович (1872)
Алекса́ндр Ива́нович Рубец (1 августа 1872 — 8 октября 1914) — русский офицер, герой Первой мировой войны.

## Биография
Православный, из дворян Черниговской губернии.
Окончил Орловский-Бахтина кадетский корпус и 1-е военное Павловское училище по 1-му разряду, откуда в 1892 году выпущен подпоручиком в 16-й стрелковый полк.
Чины: подпоручик (1891), поручик (1895), штабс-капитан (1900), капитан (1903), подполковник (1914).
Служил в 16-м стрелковом полку, участвовал в Китайской кампании 1900—1901 годов. В 1905 году переведён в 209-й Николаевский резервный полк, в 1906 году — обратно в 16-й стрелковый полк. Прошёл обучение в Офицерской стрелковой школе.
В мае 1914 года был произведён в подполковники с переводом в 13-й стрелковый полк, с которым вступил в Первую мировую войну. 8 октября 1914 года убит в бою под Самбором.
Посмертно награждён орденом Святого Георгия 4-й степени и произведён в чин полковника:
За то, что в бою 26-го и 27-го августа 1914 г., командуя батальоном и получив приказание двинуться для поддержки пехотного полка, стремительно двинулся вперёд, оттеснил противника, занял высоту, выдвинувшись значительно вперёд, окопался на ней и своими действиями способствовал спокойному отходу частей на указанные позиции.

## Награды
- Орден Святого Станислава 3-й ст. с мечами и бантом (1901);
- Орден Святой Анны 3-й ст. (1908);
- Орден Святого Станислава 2-й ст. (1912);
- Орден Святого Георгия 4-й ст. (ВП 13.01.1915);
- Орден Святого Владимира 4-й ст. с мечами и бантом (ВП 11.02.1915).